# Casa al carrer Marquès de Palmerola, 35 (les Masies de Voltregà)
La Casa al carrer Marquès de Palmerola, 35 és una obra de les Masies de Voltregà (Osona) inclosa a l'Inventari del Patrimoni Arquitectònic de Catalunya.

## Descripció
Casa ubicada en una cantonada, de planta baixa i dos pisos. La façana principal presenta un eix de simetria central, organitzant les obertures de parell en parell a cada pis: a la planta baixa trobem un portal i una finestra rectangulars, amb brancals de carreus de pedra irregulars i llinda d'un sol carreu també de pedra. Al primer pis un parell de balcons amb la base molt motllurada i barana de brèndoles de ferro. Al pis superior, dos balcons d'obertura més petita, sense voladís, també amb barana de brèndoles de ferro. Els balcons sembla que originàriament foren finestres. La façana acaba amb una barbacana sostinguda per mènsules de fusta.

## Història
El carrer Marquès de la Palmerola -antic camí ral- comença davant del Santuari de La Gleva i acaba en un petit turó, anomenat Puig de les Tres Creus. Aquesta és l'última casa del carrer i, per tant, està construïda ja a sobre el turó. Igual que la resta de les cases del carrer, la seva construcció està relacionada amb el santuari i amb el camí reial.